# Lista över byggnadsminnen i Skåne län
Förteckning över byggnadsminnen i Skåne län.

## Bjuvs kommun
| Namn                                             | Ursprunglig funktion              | Byggår     | Arkitekt | Plats      | Läge               | Anläggnings-ID | Bild                                                                      |
| ------------------------------------------------ | --------------------------------- | ---------- | -------- | ---------- | ------------------ | -------------- | ------------------------------------------------------------------------- |
| Ekeby badhus (Skromberga 12:2)                   | Badhus, simhall (1 byggnad)       | 1920       |          | Ekeby      | 55.99830, 12.97794 |                | Se fler bilder av denna byggnad · Ladda upp en till bild av denna byggnad |
| Norra Vrams prästgård (Norra Vram 32:4)          | Boställe, prästgård (3 byggnader) | 1816       |          | Norra Vram | 56.08944, 12.97560 |                | Se fler bilder av denna byggnad · Ladda upp en till bild av denna byggnad |
| Vrams Gunnarstorps slott (Vrams Gunnarstorp 2:1) | Säteri, slott (6 byggnader)       | 1500-talet |          | Norra Vram | 56.10404, 12.96835 |                | Se fler bilder av denna byggnad · Ladda upp en till bild av denna byggnad |

## Burlövs kommun
| Namn                                  | Ursprunglig funktion            | Byggår | Arkitekt | Plats  | Läge               | Anläggnings-ID | Bild                                                                      |
| ------------------------------------- | ------------------------------- | ------ | -------- | ------ | ------------------ | -------------- | ------------------------------------------------------------------------- |
| Burlövs prästgård (Burlöv 7:1)        | Boställe, prästgård (1 byggnad) | 1774   |          | Burlöv | 55.63694, 13.11239 |                | Se fler bilder av denna byggnad · Ladda upp en till bild av denna byggnad |
| Gymnastikhuset på Hvilan (Åkarp 29:1) | Skola, folkhögskola (1 byggnad) | 1884   |          | Åkarp  | 55.65113, 13.11568 |                | Se fler bilder av denna byggnad · Ladda upp en till bild av denna byggnad |
| Kronetorps mölla (Arlöv 7:16)         | Kvarn (2 byggnader)             | 1841   |          | Arlöv  | 55.63160, 13.09105 |                | Se fler bilder av denna byggnad · Ladda upp en till bild av denna byggnad |

## Båstads kommun
| Namn                               | Ursprunglig funktion                | Byggår                   | Arkitekt | Plats            | Läge               | Anläggnings-ID | Bild                                                                      |
| ---------------------------------- | ----------------------------------- | ------------------------ | -------- | ---------------- | ------------------ | -------------- | ------------------------------------------------------------------------- |
| Torekovs varmbadhus (Torekov 98:1) | Badhus, varmbadhus (1 byggnad)      | 1876                     |          | Torekov          | 56.42698, 12.62342 |                | Se fler bilder av denna byggnad · Ladda upp en till bild av denna byggnad |
| Villa Sommarlek (Hemmeslöv 44:44)  | Fritidshus, sommarvilla (1 byggnad) | 1936                     |          | Hemmeslövsstrand | 56.43599, 12.88186 |                | Ladda upp en till bild av denna byggnad                                   |
| Ågegården (Boarp 2:22)             | Bondgård (4 byggnader)              | 1700-talet               |          | Boarp            | 56.43275, 12.79553 |                | Ladda upp en till bild av denna byggnad                                   |
| Klintahuset (Slättaröd 11:7)       | Bostadshus                          | 1800-talets första hälft |          | Slättaröd        | 56.39017, 12.65355 |                | Ladda upp en bild av denna byggnad                                        |
| Skjulet (Torekov 98:1)             | Vaktstuga                           | 1800-talets första hälft |          | Torekov          | 56.42638, 12.62367 |                | Ladda upp en till bild av denna byggnad                                   |

## Eslövs kommun
| Namn                                                      | Ursprunglig funktion                  | Byggår             | Arkitekt | Plats                   | Läge               | Anläggnings-ID | Bild                                                                      |
| --------------------------------------------------------- | ------------------------------------- | ------------------ | -------- | ----------------------- | ------------------ | -------------- | ------------------------------------------------------------------------- |
| Bålamöllan (Bålamöllan 1:3)                               | Kvarn, industrikvarn (3 byggnader)    | 1600-talet         |          | Stockamöllan            | 55.94244, 13.38059 |                | Se fler bilder av denna byggnad · Ladda upp en till bild av denna byggnad |
| Eslövs medborgarhus (Kopparslagaren 1)                    | Kulturhus, medborgarhus (1 byggnad)   | 1958               |          | Eslöv                   | 55.83462, 13.30280 |                | Se fler bilder av denna byggnad · Ladda upp en till bild av denna byggnad |
| Eslövs station (Eslöv 54:1, 54:3)                         | Järnvägsstation (7 byggnader)         | 1865               |          | Eslöv                   | 55.83774, 13.30517 |                | Se fler bilder av denna byggnad · Ladda upp en till bild av denna byggnad |
| Harlösa donationshus (Harlösa 1:13; f.d. 1:4)             | Äldreboende, ålderdomshem (1 byggnad) | 1824               |          | Harlösa                 | 55.72390, 13.52794 |                | Se fler bilder av denna byggnad · Ladda upp en till bild av denna byggnad |
| Skarhults slott (Skarhult 13:36; f.d. 13:30)              | Slott (4 byggnader)                   | 1500-talets början |          | Skarhult                | 55.80411, 13.37257 |                | Se fler bilder av denna byggnad · Ladda upp en till bild av denna byggnad |
| Trollenäs slott (Trollenäs 2:20)                          | Slott (2 byggnader)                   | 1500-talets början |          | Trollenäs               | 55.86556, 13.24506 |                | Se fler bilder av denna byggnad · Ladda upp en till bild av denna byggnad |
| Västra Sallerups prästgård (Jep Klockare 7; f.d. 4 och 5) | Boställe, prästgård (2 byggnader)     | 1868               |          | Västra Sallerups socken | 55.82973, 13.27609 |                | Se fler bilder av denna byggnad · Ladda upp en till bild av denna byggnad |

## Hässleholms kommun
| Namn                                                | Ursprunglig funktion               | Byggår     | Arkitekt | Plats        | Läge               | Anläggnings-ID | Bild                                                                      |
| --------------------------------------------------- | ---------------------------------- | ---------- | -------- | ------------ | ------------------ | -------------- | ------------------------------------------------------------------------- |
| Gundrastorp-Ekholmens dammverk (Ekholmen 1:31)      | Kvarn, industrikvarn (2 byggnader) | 1870-talet |          | Vittsjö      | 56.35451, 13.70119 |                | Se fler bilder av denna byggnad · Ladda upp en till bild av denna byggnad |
| Hovdala slott (Hovdala 1:3; f.d. 1:2)               | Slott (9 byggnader)                | 1511       |          | Tormestorp   | 56.10402, 13.71354 |                | Se fler bilder av denna byggnad · Ladda upp en till bild av denna byggnad |
| Norra Mellby skol- och fattighus (Norra Mellby 2:2) | Skola, fattighus (2 byggnader)     | 1816       |          | Norra Mellby | 56.04838, 13.72016 |                | Se fler bilder av denna byggnad · Ladda upp en till bild av denna byggnad |

## Höganäs kommun
| Namn                                             | Ursprunglig funktion                                | Byggår     | Arkitekt | Plats                                            | Läge               | Anläggnings-ID | Bild                                    |
| ------------------------------------------------ | --------------------------------------------------- | ---------- | -------- | ------------------------------------------------ | ------------------ | -------------- | --------------------------------------- |
| Fjälastorps småskola (Fjälastorp 9:8)            | Skola (2 byggnader)                                 | 1880       |          | Skäret                                           | 56.25708, 12.60445 |                | Ladda upp en till bild av denna byggnad |
| Gunnestorps mölla (Ornakärr 2:21)                | Kvarn, husbehovskvarn (inga registrerade byggnader) | 1870       |          | Ornakärr, Mjöhultsvägen, nära Gunnestorpsvägen 1 | 56.19169, 12.67437 |                | Ladda upp en till bild av denna byggnad |
| Himmelstorp (Krapperup 19:1)                     | Bondgård (4 byggnader)                              | 1790-talet |          | Krapperup                                        | 56.28034, 12.54347 |                | Ladda upp en till bild av denna byggnad |
| Hustoftagården (Hustofta 3:6)                    | Bondgård (6 byggnader)                              | 1884       |          | Hustofta                                         | 56.19157, 12.60706 |                | Ladda upp en till bild av denna byggnad |
| Krapperups slott (Krapperup 19:1)                | Slott (10 byggnader)                                | 1570-talet |          | Krapperup                                        | 56.26198, 12.53135 |                | Ladda upp en till bild av denna byggnad |
| Paul Jönska gården (Loggen 1; f.d. Viken 10:2-3) | Boställe (2 byggnader)                              | 1878       |          | Viken                                            | 56.14424, 12.57295 |                | Ladda upp en till bild av denna byggnad |
| Villa Italienborg (Mölle 12:67)                  | Bostadshus (1 byggnad)                              | 1910       |          | Mölle                                            | 56.28721, 12.49042 |                | Ladda upp en till bild av denna byggnad |
| Ulla Molins trädgård (Spättan 1)                 | Trädgård (2 byggnader)                              | 1978       |          | Höganäs                                          | 56.19424, 12.55856 |                | Ladda upp en till bild av denna byggnad |

## Höörs kommun
| Namn                                               | Ursprunglig funktion          | Byggår                                   | Arkitekt | Plats        | Läge               | Anläggnings-ID | Bild                                    |
| -------------------------------------------------- | ----------------------------- | ---------------------------------------- | -------- | ------------ | ------------------ | -------------- | --------------------------------------- |
| Bosjökloster (del av Bosjökloster 1:593 och 1:740) | Slott, kloster (11 byggnader) | 1100-talet, med flera ombyggnader senare |          | Bosjökloster | 55.87726, 13.51956 |                | Ladda upp en till bild av denna byggnad |

## Klippans kommun
| Namn                                                                          | Ursprunglig funktion                           | Byggår     | Arkitekt | Plats      | Läge               | Anläggnings-ID | Bild                                    |
| ----------------------------------------------------------------------------- | ---------------------------------------------- | ---------- | -------- | ---------- | ------------------ | -------------- | --------------------------------------- |
| Herrevadskloster kungsgård (Herrevadskloster 2:66; f.d. Herrevadskloster 2:1) | Kungsgård, kloster (12 byggnader)              | 1100-talet |          | Ljungbyhed | 56.08836, 13.23391 |                | Ladda upp en till bild av denna byggnad |
| F5 (Bonnarp 43:4 och Sjöleden 1:5)                                            | Mötes-, exercis- och lägerplats (40 byggnader) | 1872       |          | Ljungbyhed | 56.07446, 13.22688 |                | Ladda upp en till bild av denna byggnad |

## Kristianstads kommun
| Namn                                                                                    | Ursprunglig funktion                                                           | Byggår                             | Arkitekt                   | Plats                       | Läge               | Anläggnings-ID | Bild                                    |
| --------------------------------------------------------------------------------------- | ------------------------------------------------------------------------------ | ---------------------------------- | -------------------------- | --------------------------- | ------------------ | -------------- | --------------------------------------- |
| Blåherremölla kvarn vattenkvarn (Blåherremölla 1:2)                                     | Kvarn,Bostadshus (5 byggnader)                                                 | 1700-talet                         |                            | Maglehem                    | 55.76340, 14.15629 |                | Ladda upp en till bild av denna byggnad |
| Bäckaskogs slott (Bäckaskog 1:17)                                                       | Kungsgård, slott, kloster (7 byggnader)                                        | 1220-talet                         |                            | Kiaby                       | 56.08597, 14.34682 |                | Ladda upp en till bild av denna byggnad |
| Cedergrenska gården (Gladan 18; f.d. Gladan 5 och stadsägan 157)                        | Borgargård (2 byggnader)                                                       | 1775                               |                            | Åhus                        | 55.92179, 14.29241 |                | Ladda upp en till bild av denna byggnad |
| Ekestads Folkets park (Flackarp 1:9)                                                    | Park, folkpark (1 byggnad)                                                     | 1929                               |                            | Österslöv                   | 56.13003, 14.25715 |                | Ladda upp en till bild av denna byggnad |
| Everöds prästgård (Everöd 5:54)                                                         | Boställe, prästgård (4 byggnader)                                              | 1803                               |                            | Everöd                      | 55.90066, 14.07204 |                | Ladda upp en till bild av denna byggnad |
| Folkestorps bränneri (Folkestorp 6:5)                                                   | Bränneri (1 byggnad)                                                           | 1909                               |                            | Maglehem                    | 55.78824, 14.14917 |                | Ladda upp en till bild av denna byggnad |
| Fornstugan i Tivoliparken (Kristianstad 4:21; f.d. Tivoliparken littera gk)             | Museum (1 byggnad)                                                             | 1886                               |                            | Kristianstad                | 56.02890, 14.15329 |                | Ladda upp en till bild av denna byggnad |
| Hovby smedja (Hovby 50:52)                                                              | Smedja (2 byggnader)                                                           | 1850-talet                         |                            | Norra Åsum                  | 55.96368, 14.19004 |                | Ladda upp en till bild av denna byggnad |
| Villa Oretorp (Oretorp 6:1; f.d. Sönnarslöv 79:2)                                       | Bostadshus (1 byggnad)                                                         | 1871                               | Helgo Zettervall           | Östra Sönnarslöv            | 55.90518, 14.00538 |                | Ladda upp en till bild av denna byggnad |
| Kristianstads residens (Residenset 1)                                                   | Residens (1 byggnad)                                                           | 1860                               | Fredrik Wilhelm Scholander | Kristianstad                | 56.02741, 14.15632 |                | Ladda upp en till bild av denna byggnad |
| Kristianstads station (Kristianstad 4:1 och 5:59)                                       | Järnvägsstation (3 byggnader)                                                  | 1865                               |                            | Kristianstad                | 56.03384, 14.14876 |                | Ladda upp en till bild av denna byggnad |
| Köpinge ryttmästarboställe (Köpinge 101:1, 36:3 och 23:3)                               | Boställe, officersboställe (6 byggnader)                                       | 1754                               |                            | Gärds Köpinge               | 55.93889, 14.16301 |                | Ladda upp en till bild av denna byggnad |
| Lillö kungsgård (Lillö 50:2)                                                            | Kungsgård (6 byggnader)                                                        | 1796                               |                            | Kristianstad                | 56.03415, 14.11860 |                | Ladda upp en till bild av denna byggnad |
| Norra kasern med Norreport och Fyrkappan. (Bastionen 6; f.d. Stg 566)                   | Befästning, borg, citadell (2 byggnader)                                       | 1760-talet                         |                            | Kristianstad                | 56.03389, 14.15291 |                | Ladda upp en till bild av denna byggnad |
| Perstorps kapell (Oppmanna 4:16)                                                        | Frikyrka (3 byggnader)                                                         | 1860                               |                            | Arkelstorp                  | 56.18165, 14.31803 |                | Ladda upp en bild av denna byggnad      |
| Posthuset och före detta Riksbanken, Kristianstad (Tyggården 2; f.d. Tyggården 1 och 3) | Posthus och poststation, bank, hypoteksförening (2 byggnader)                  | 1917                               |                            | Kristianstad                | 56.03175, 14.15565 |                | Ladda upp en till bild av denna byggnad |
| Skogstorpet Skarsnäs (Skärsnäs 9:37)                                                    | Torp, dagsverkstorp (6 byggnader)                                              | 1818                               |                            | Vånga                       | 56.25557, 14.40721 |                | Ladda upp en till bild av denna byggnad |
| Stora kronohuset (Hovrätten 20; f.d. Hovrätten 22)                                      | Kasernetablissemang, hovrätt (1 byggnad)                                       | 1841                               |                            | Kristianstad                | 56.03188, 14.15411 |                | Ladda upp en till bild av denna byggnad |
| Södra Kasern, Kristianstad (Södra Kasern 2; f.d. Södra Kasern 1)                        | Kasernetablissemang (5 byggnader)                                              | 1700-talet                         |                            | Kristianstad                | 56.02762, 14.15899 |                | Ladda upp en till bild av denna byggnad |
| Tobaksmonopolets anläggning i Fjälkinge (Fjälkinge 206:1)                               | Livsmedelsindustri, Tobak och snus                                             | 1918, 1930-talet, 1945, 1970-talet |                            | Fjälkinge                   | 56.04528, 14.27408 |                | Ladda upp en till bild av denna byggnad |
| Torsebro krutbruk (Biskopsmöllan 1:1 och 2:1)                                           | Bruk, herrgård, bruksherrgård, kemiindustri, sprängämneindustri (30 byggnader) | 1683                               |                            | Torsebro                    | 56.10794, 14.12783 |                | Ladda upp en till bild av denna byggnad |
| Tyghuset (Tyggården 2)                                                                  | Stalletablissemang (1 byggnad)                                                 | 1617                               |                            | Kristianstad                | 56.03212, 14.15624 |                | Ladda upp en till bild av denna byggnad |
| Vittskövle slott (Vittskövle 95:1)                                                      | Slott (1 byggnad)                                                              | 1565                               |                            | Vittskövle                  | 55.85479, 14.13372 |                | Ladda upp en till bild av denna byggnad |
| von Bergska gården (Bagaren 8)                                                          | Borgargård (2 byggnader)                                                       | 1794                               |                            | Åhus                        | 55.92216, 14.29464 |                | Ladda upp en till bild av denna byggnad |
| Österbergska gården (David Nyborg 14)                                                   | Borgargård (1 byggnad)                                                         | 1800-talets början                 |                            | Kristianstad                | 56.03340, 14.15502 |                | Ladda upp en till bild av denna byggnad |
| Österslöv gamla prästgård (Österslöv 25:1)                                              | Boställe, prästgård (inga registrerade byggnader)                              | 1600-talet                         |                            | Österslöv (Sten Billes väg) | 56.10195, 14.24955 |                | Ladda upp en till bild av denna byggnad |

## Kävlinge kommun
| Namn                              | Ursprunglig funktion   | Byggår | Arkitekt | Plats    | Läge               | Anläggnings-ID | Bild                                    |
| --------------------------------- | ---------------------- | ------ | -------- | -------- | ------------------ | -------------- | --------------------------------------- |
| Gamlegård Dagstorp (Dagstorp 5:2) | Bondgård (4 byggnader) | 1796   |          | Dagstorp | 55.82355, 13.06513 |                | Ladda upp en till bild av denna byggnad |

## Landskrona kommun
| Namn                                                                      | Ursprunglig funktion                                     | Byggår             | Arkitekt | Plats      | Läge               | Anläggnings-ID | Bild                                    |
| ------------------------------------------------------------------------- | -------------------------------------------------------- | ------------------ | -------- | ---------- | ------------------ | -------------- | --------------------------------------- |
| Fortifikationshuset, Landskrona (Gamla Bryggan 4)                         | Borgargård (1 byggnad)                                   | 1757               |          | Landskrona | 55.86962, 12.82485 |                | Ladda upp en till bild av denna byggnad |
| Gamla Kasern, Landskrona (Gamla Kasern 1, Tyghuset 1, Citadellstaden 1:1) | Kasernetablissemang (1 byggnad)                          | 1760               |          | Landskrona | 55.87071, 12.82871 |                | Ladda upp en till bild av denna byggnad |
| Gråen (Lundåkra 10:2)                                                     | Befästning, borg, citadell (inga registrerade byggnader) | 1800-talets början |          | Landskrona | 55.8626, 12.8157   |                | Ladda upp en till bild av denna byggnad |
| Häljarps mölla (Häljarp 2:5)                                              | Kvarn, husbehovskvarn (1 byggnad)                        | 1784               |          | Häljarp    | 55.86193, 12.90873 |                | Ladda upp en till bild av denna byggnad |
| Landskrona citadell (Citadellstaden 2:1)                                  | Befästning, borg, citadell (18 byggnader)                | 1559               |          | Landskrona | 55.87227, 12.82248 |                | Ladda upp en till bild av denna byggnad |
| Nämndemansgården (Tuna 11:1)                                              | Bondgård (8 byggnader)                                   | 1790-talet         |          | Ven        | 55.89624, 12.70990 |                | Ladda upp en till bild av denna byggnad |
| Uraniborg (Uranienborg 1:1)                                               | Kungsgård (3 byggnader)                                  | 1900               |          | Ven        | 55.90515, 12.69705 |                | Ladda upp en till bild av denna byggnad |
| Tranchellska huset (Gamla Bryggan 19)                                     | Bostadshus, palats och stadsvilla (2 byggnader)          | 1894               |          | Landskrona | 55.86939, 12.82495 |                | Ladda upp en till bild av denna byggnad |

## Lomma kommun
| Namn                         | Ursprunglig funktion            | Byggår     | Arkitekt | Plats   | Läge               | Anläggnings-ID | Bild                                    |
| ---------------------------- | ------------------------------- | ---------- | -------- | ------- | ------------------ | -------------- | --------------------------------------- |
| Alnarps slott (Alnarp 1:60)  | Skola, yrkesskola (7 byggnader) | 1862       |          | Alnarp  | 55.65723, 13.08357 |                | Ladda upp en till bild av denna byggnad |
| Borgeby slott (Borgeby 23:6) | Slott (7 byggnader)             | 1400-talet |          | Borgeby | 55.75123, 13.03707 |                | Ladda upp en till bild av denna byggnad |

## Lunds kommun
| Namn                                                                              | Ursprunglig funktion                                     | Byggår           | Arkitekt | Plats                   | Läge               | Anläggnings-ID | Bild                                    |
| --------------------------------------------------------------------------------- | -------------------------------------------------------- | ---------------- | -------- | ----------------------- | ------------------ | -------------- | --------------------------------------- |
| Katedralskolan, Lund (Katedralskolan 8; f.d. Katedralskolan 1)                    | Skola, läroverk, katedralskola, bostadshus (2 byggnader) | 1500-talets mitt |          | Lund                    | 55.69992, 13.19089 |                | Ladda upp en till bild av denna byggnad |
| Banvaktarstugan i Håstad (Håstad 23:1)                                            | Boställe, banvaktarstuga (2 byggnader)                   | 1857             |          | Håstad                  | 55.77345, 13.22650 |                | Ladda upp en till bild av denna byggnad |
| Bruniushuset (Brunius 12)                                                         | Borgargård (4 byggnader)                                 | 1840             |          | Lund                    | 55.70238, 13.19722 |                | Ladda upp en till bild av denna byggnad |
| Dalby kungsgård (Dalby 60:1)                                                      | Kungsgård (5 byggnader)                                  | 1400             |          | Dalby                   | 55.66454, 13.34371 |                | Ladda upp en till bild av denna byggnad |
| Ekska huset (S:t Peter 28)                                                        | Borgargård (1 byggnad)                                   | 1827             |          | Lund                    | 55.70642, 13.19148 |                | Ladda upp en till bild av denna byggnad |
| Flyinge kungsgård (Flyinge 22:40)                                                 | Kungsgård (12 byggnader)                                 | 1818             |          | Flyinge (Strax utanför) | 55.74836, 13.35171 |                | Ladda upp en till bild av denna byggnad |
| Fru Görvels hus (Färgaren 27)                                                     | Borgargård (1 byggnad)                                   | 1570             |          | Lund                    | 55.70114, 13.19208 |                | Ladda upp en till bild av denna byggnad |
| Gamla biblioteket (Universitetet 1; f.d. Innerstaden 4:14)                        | Skola, högskola, universitet (1 byggnad)                 | 1584             |          | Lund                    | 55.70527, 13.19394 |                | Ladda upp en till bild av denna byggnad |
| Bredgatan 19 och 21 (S:t Peter 39)                                                | Borgargård, handelsgård (2 byggnader)                    | 1790 och 1794    |          | Lund                    | 55.70849, 13.19258 |                | Ladda upp en till bild av denna byggnad |
| Historiska museet, Lund (Historiska Museet 1)                                     | Biskopsgård (1 byggnad)                                  | 1845             |          | Lund                    | 55.70432, 13.19505 |                | Ladda upp en till bild av denna byggnad |
| Kanikresidenset (Maria Magle 11)                                                  | Boställe, prästgård (1 byggnad)                          | 1220-talet       |          | Lund                    | 55.70291, 13.19690 |                | Ladda upp en till bild av denna byggnad |
| Kjederquistska gården (S:t Peter 32)                                              | Borgargård, handelsgård (4 byggnader)                    | 1812             |          | Lund                    | 55.70822, 13.19201 |                | Ladda upp en till bild av denna byggnad |
| Krognoshuset (Döbeln 8)                                                           | Borgargård (1 byggnad)                                   | 1300-talet       |          | Lund                    | 55.70226, 13.19529 |                | Ladda upp en till bild av denna byggnad |
| Liljewalchska huset (Glädjen 4)                                                   | Borgargård (6 byggnader)                                 | 1700-talets slut |          | Lund (Kyrkogatan 21)    | 55.70593, 13.19220 |                | Ladda upp en till bild av denna byggnad |
| Lunds botaniska trädgård (Botanicum 15)                                           | Botanisk trädgård (5 byggnader)                          | 1867             |          | Lund                    | 55.70457, 13.20239 |                | Ladda upp en till bild av denna byggnad |
| Observatoriet (Svanelyckan 3)                                                     | Observatorium (6 byggnader)                              | 1867             |          | Lund                    | 55.69975, 13.18773 |                | Ladda upp en till bild av denna byggnad |
| Palaestra et Odeum (Universitetet 1; f.d. Universitetet 2)                        | Skola, universitetsinstitution (1 byggnad)               | 1882             |          | Lund                    | 55.70604, 13.19478 |                | Ladda upp en till bild av denna byggnad |
| Revingehed (Revinge 1:12)                                                         | Mötes-, exercis- och lägerplats (16 byggnader)           | 1887             |          | Revinge                 | 55.71573, 13.49771 |                | Ladda upp en till bild av denna byggnad |
| Lunds rådhus (S:t Botulf 14)                                                      | Rådhus (1 byggnad)                                       | 1836             |          | Lund                    | 55.70274, 13.19359 |                | Ladda upp en till bild av denna byggnad |
| Skånska hypoteksföreningen (Altona 2)                                             | Bank, hypoteksförening (2 byggnader)                     | 1918             |          | Lund (Kyrkogatan 13)    | 55.70473, 13.19198 |                | Ladda upp en till bild av denna byggnad |
| Fru Görvels hus (Färgaren 26)                                                     | Borgargård (1 byggnad)                                   | 1570-talet       |          | Lund                    | 55.70155, 13.19221 |                | Ladda upp en till bild av denna byggnad |
| Tegnérmuseet (Gråbröder 15)                                                       | Museum (1 byggnad)                                       | 1768             |          | Lund                    | 55.70424, 13.19114 |                | Ladda upp en till bild av denna byggnad |
| Theologicum, Lund (numera Archaeologicum) (Universitetet 1; f.d. Universitetet 2) | Skola, universitetsinstitution (1 byggnad)               | 1853             |          | Lund                    | 55.70597, 13.19537 |                | Ladda upp en till bild av denna byggnad |
| Johan Henrik Thomanders studenthem (Thomander 1)                                  | Bostadshus (2 byggnader)                                 | 1855             |          | Lund                    | 55.70717, 13.19690 |                | Ladda upp en till bild av denna byggnad |
| Lunds universitetsbibliotek (Absalon 5; f.d. kv Bispen)                           | Bibliotek (1 byggnad)                                    | 1907             |          | Lund                    | 55.70905, 13.19731 |                | Ladda upp en till bild av denna byggnad |
| Universitetshuset, Lund (Universitetet 1; f.d. Universitetet 2)                   | Skola, högskola, universitet (1 byggnad)                 | 1882             |          | Lund                    | 55.70585, 13.19333 |                | Ladda upp en till bild av denna byggnad |
| Westmans villa (Professorn 10)                                                    | Bostadshus, palats och stadsvilla (1 byggnad)            | 1939             |          | Lund                    | 55.70522, 13.20609 |                | Ladda upp en till bild av denna byggnad |
| Wickmanska gården (Paradis 35)                                                    | Borgargård, handelsgård (5 byggnader)                    | 1788             |          | Lund                    | 55.70629, 13.19318 |                | Ladda upp en till bild av denna byggnad |
| Zettervallska villan (Thomander 32)                                               | Bostadshus, palats och stadsvilla (1 byggnad)            | 1871             |          | Lund                    | 55.70692, 13.19695 |                | Ladda upp en till bild av denna byggnad |
| Bergmanska huset (Glädjen 15, tidigare Glädjen 2-3)                               | Borgargård, hantverkargård (3 byggnader)                 | 1744             |          | Lund                    | 55.70613, 13.19213 |                | Ladda upp en till bild av denna byggnad |
| Kvarteret Hyphoff (Hyphoff 5)                                                     | Skola, universitetsinstitution (4 byggnader)             | 1886-1897        |          | Lund                    | 55.70685, 13.19962 |                | Ladda upp en till bild av denna byggnad |
| Östervångsskolan (Dövstumskolan 11)                                               | Skola (1 byggnad)                                        | 1871             |          | Lund                    | 55.70180, 13.20471 |                | Ladda upp en till bild av denna byggnad |

## Malmö kommun
| Namn                                             | Ursprunglig funktion                                                | Byggår     | Arkitekt                                             | Plats               | Läge               | Anläggnings-ID | Bild                                    |
| ------------------------------------------------ | ------------------------------------------------------------------- | ---------- | ---------------------------------------------------- | ------------------- | ------------------ | -------------- | --------------------------------------- |
| Centralposthuset, Malmö (Aegir 1)                | Posthus och poststation (1 byggnad)                                 | 1906       | Ferdinand Boberg                                     | Inre hamnen         | 55.61003, 12.99886 |                | Ladda upp en till bild av denna byggnad |
| Djäknegatan 3-5 (von Conow 47)                   | Bostadshus med lokal (4 byggnader)                                  | 1817, 1848 |                                                      | Gamla staden        | 55.60607, 13.00427 |                | Ladda upp en till bild av denna byggnad |
| Djäknegatan 7 (von Conow 38)                     | Bostadshus med lokal (1 byggnad)                                    | 1794       |                                                      | Gamla staden        | 55.60590, 13.00427 |                | Ladda upp en till bild av denna byggnad |
| Djäknegatan 11 (von Conow 36)                    | Bostadshus med lokal (2 byggnader)                                  | 1857       |                                                      | Gamla staden        | 55.60566, 13.00426 |                | Ladda upp en till bild av denna byggnad |
| Djäknegatan 15 (von Conow 34)                    | Bostadshus med lokal (2 byggnader)                                  | 1882       |                                                      | Gamla staden        | 55.60557, 13.00420 |                | Ladda upp en till bild av denna byggnad |
| Djäknegatan 17 (von Conow 33)                    | Bostadshus med lokal (1 byggnad)                                    | 1898       |                                                      | Gamla staden        | 55.60545, 13.00431 |                | Ladda upp en till bild av denna byggnad |
| Djäknegatan 9 (von Conow 37)                     | Bostadshus med lokal (3 byggnader)                                  | 1800-talet |                                                      | Gamla staden        | 55.60574, 13.00417 |                | Ladda upp en till bild av denna byggnad |
| Flensburgska huset (Oscar 21 och 22)             | Borgargård (inga registrerade byggnader)                            | 1596       |                                                      | Gamla staden        | 55.6047, 13.0010   |                | Ladda upp en till bild av denna byggnad |
| Gamla Hovrätten (Bastionen Nyköping 1)           | Hovrätt (1 byggnad)                                                 | 1917       | Ivar Callmander                                      | Malmöhus            | 55.60581, 12.99130 |                | Ladda upp en till bild av denna byggnad |
| Hedmanska gården (Gyllenstjärna 7)               | Borgargård, handelsgård (5 byggnader)                               | 1596       |                                                      | Gamla staden        | 55.60465, 12.99911 |                | Ladda upp en till bild av denna byggnad |
| Hippodromen (von Conow 42 och 46)                |                                                                     | 1899       | Theodor Wåhlin                                       | Gamla staden        | 55.60556, 13.00358 |                | Ladda upp en till bild av denna byggnad |
| Jörgen Kocks hus (Frans Suell 13)                | Borgargård (5 byggnader)                                            | 1524       |                                                      | Gamla staden        | 55.60676, 12.99879 |                | Ladda upp en till bild av denna byggnad |
| Kommendanthuset (Innerstaden 10:14)              | Befästning, borg, citadell (2 byggnader)                            | 1794       |                                                      | Malmöhus            | 55.60543, 12.98483 |                | Ladda upp en till bild av denna byggnad |
| Kompanihuset (Claus Mortensen 40)                | Handelshus och handelskompani (1 byggnad)                           | 1529       |                                                      | Gamla staden        | 55.60599, 13.00205 |                | Ladda upp en till bild av denna byggnad |
| Malmö centralstation (Innerstaden 31:10)         | Järnvägsstation (1 byggnad)                                         | 1872       | Adolf Wilhelm Edelsvärd                              | Inre hamnen         | 55.60889, 12.99965 |                | Ladda upp en till bild av denna byggnad |
| Malmö Opera (Teatern 4)                          | Teater, operahus (1 byggnad)                                        | 1944       | Sigurd Lewerentz, David Helldén och Erik Lallerstedt | Teatern             | 55.59602, 12.99618 |                | Ladda upp en till bild av denna byggnad |
| Malmöhus slott (Innerstaden 10:284)              | Riksfäste (1 byggnad)                                               | 1434       |                                                      | Malmöhus            | 55.60487, 12.98746 |                | Ladda upp en till bild av denna byggnad |
| Residenset i Malmö (Residenset 1 och 5)          | Residens (2 byggnader)                                              | 1730       |                                                      | Gamla staden        | 55.60702, 13.00097 |                | Ladda upp en till bild av denna byggnad |
| Ribersborgs kallbadhus (Limhamn 10:3 och 11:276) | Badhus, kallbadhus, simhall (1 byggnad)                             | 1867       |                                                      | Ribersborgsstranden | 55.60516, 12.96566 |                | Ladda upp en till bild av denna byggnad |
| Riksbankshuset, Malmö (Diskonten 3)              | Bank, hypoteksförening (1 byggnad)                                  | 1888       | John Smedberg                                        | Gamla staden        | 55.60727, 13.00275 |                | Ladda upp en till bild av denna byggnad |
| Rosenvingska och Beijerska husen (Jörgen Kock 3) | Borgargård, bostadshus med lokal (4 byggnader)                      | 1534, 1873 |                                                      | Gamla staden        | 55.60694, 12.99791 |                | Ladda upp en till bild av denna byggnad |
| Sjöbergska palatset (Humle 21, 22 och 29)        | Bostadshus, palats och stadsvilla, industrianläggning (6 byggnader) | 1893       | Alfred Arwidius                                      | Gamla staden        | 55.60735, 13.00886 |                | Ladda upp en till bild av denna byggnad |
| Slottsmöllan (Innerstaden 10:14)                 | Kvarn, husbehovskvarn, slott (2 byggnader)                          | 1851       |                                                      | Malmöhus            | 55.60304, 12.98620 |                | Ladda upp en till bild av denna byggnad |
| Diskusmacken (Tomtebo 13)                        | Bensinstation                                                       | 1954       |                                                      | Innerstaden         | 55.59444, 12.98306 |                | Ladda upp en till bild av denna byggnad |

## Osby kommun
| Namn                                         | Ursprunglig funktion    | Byggår | Arkitekt | Plats    | Läge               | Anläggnings-ID | Bild                                    |
| -------------------------------------------- | ----------------------- | ------ | -------- | -------- | ------------------ | -------------- | --------------------------------------- |
| Spånkorgsfabriken i Lönsboda (Lönsboda 1:84) | Träindustri (1 byggnad) | 1918   |          | Lönsboda | 56.40021, 14.32063 |                | Ladda upp en bild av denna byggnad      |
| Ullspinneriet i Strömsborg (Dubbarp 1:41)    | Spinneri (1 byggnad)    | 1837   |          | Osby     | 56.34841, 14.01229 |                | Ladda upp en till bild av denna byggnad |

## Simrishamns kommun
| Namn                                        | Ursprunglig funktion                          | Byggår | Arkitekt | Plats      | Läge               | Anläggnings-ID | Bild                                    |
| ------------------------------------------- | --------------------------------------------- | ------ | -------- | ---------- | ------------------ | -------------- | --------------------------------------- |
| Bergengrenska gården (Kocken 23)            | Borgargård (inga registrerade byggnader)      | 1818   |          | Simrishamn | 55.5561, 14.3500   |                | Ladda upp en till bild av denna byggnad |
| Fischerska gården (Kocken 29)               | Borgargård (1 byggnad)                        | 1844   |          | Simrishamn | 55.55590, 14.34960 |                | Ladda upp en till bild av denna byggnad |
| Gyllebo slott (Gyllebo 1:30)                | Herrgård (1 byggnad)                          | 1818   |          | Gyllebo    | 55.59901, 14.19630 |                | Ladda upp en till bild av denna byggnad |
| Hafreborg (Lars Johan 12)                   | Borgargård, handelsgård (1 byggnad)           | 1848   |          | Simrishamn | 55.55652, 14.34773 |                | Ladda upp en till bild av denna byggnad |
| Hammenhögs tingshus (Hammenhög 44:23)       | Tingshus, arrest och häkte, arkiv (1 byggnad) | 1885   |          | Hammenhög  | 55.50004, 14.14225 |                | Ladda upp en till bild av denna byggnad |
| Magasinet i kvarteret Ålen (Ålen 2)         | Borgargård, handelsgård (1 byggnad)           | 1749   |          | Simrishamn | 55.55769, 14.35221 |                | Ladda upp en till bild av denna byggnad |
| Sträntemölla (Sträntemölla 1:2)             | Kvarn, husbehovskvarn (6 byggnader)           | 1749   |          | Rörum      | 55.61874, 14.23969 |                | Ladda upp en till bild av denna byggnad |
| Tjörnedalagården (Tjörnedala 1:7; f.d. 1:3) | Bondgård (inga registrerade byggnader)        | 1800   |          | Baskemölla | 55.5981, 14.3029   |                | Ladda upp en till bild av denna byggnad |

## Sjöbo kommun
| Namn                                                   | Ursprunglig funktion   | Byggår     | Arkitekt | Plats        | Läge               | Anläggnings-ID | Bild                                    |
| ------------------------------------------------------ | ---------------------- | ---------- | -------- | ------------ | ------------------ | -------------- | --------------------------------------- |
| Kumlatofta (Kumlatofta 5:12)                           | Bondgård (4 byggnader) | 1800-talet |          | Kumlatofta   | 55.60820, 13.61865 |                | Ladda upp en till bild av denna byggnad |
| Sövdeborg slott (Sövdeborg 1:1)                        | Slott (5 byggnader)    | 1597       |          | Sövde        | 55.58084, 13.69680 |                | Ladda upp en till bild av denna byggnad |
| Övedsklosters slott (Övedskloster 2:10, 2:23 och 2:95) | Slott (18 byggnader)   | 1776       |          | Övedskloster | 55.69202, 13.64267 |                | Ladda upp en till bild av denna byggnad |

## Skurups kommun
| Namn                             | Ursprunglig funktion | Byggår | Arkitekt | Plats          | Läge               | Anläggnings-ID | Bild                                    |
| -------------------------------- | -------------------- | ------ | -------- | -------------- | ------------------ | -------------- | --------------------------------------- |
| Svaneholms slott (Svaneholm 2:1) | Slott (1 byggnad)    | 1530   |          | Utanför Skurup | 55.50084, 13.47809 |                | Ladda upp en till bild av denna byggnad |

## Svalövs kommun
| Namn                                            | Ursprunglig funktion              | Byggår | Arkitekt | Plats          | Läge               | Anläggnings-ID | Bild                                    |
| ----------------------------------------------- | --------------------------------- | ------ | -------- | -------------- | ------------------ | -------------- | --------------------------------------- |
| Villa Pettersson (Södra Svalöv 9:87)            | Bostadshus (2 byggnader)          | 1937   |          | Svalöv         | 55.91209, 13.10882 |                | Ladda upp en till bild av denna byggnad |
| Källs-Nöbbelövs prästgård (Källs Nöbbelöv 2:17) | Boställe, prästgård (2 byggnader) | 1806   |          | Källs-Nöbbelöv | 55.88672, 13.07624 |                | Ladda upp en till bild av denna byggnad |

## Svedala kommun
| Namn                             | Ursprunglig funktion         | Byggår | Arkitekt        | Plats       | Läge               | Anläggnings-ID | Bild                                    |
| -------------------------------- | ---------------------------- | ------ | --------------- | ----------- | ------------------ | -------------- | --------------------------------------- |
| Skabersjöskolan (Skabersjö 25:2) | Skola, folkskola (1 byggnad) | 1942   | Sante Johansson | Skabersjöby | 55.54784, 13.16054 |                | Ladda upp en till bild av denna byggnad |

## Tomelilla kommun
| Namn                                                     | Ursprunglig funktion                | Byggår             | Arkitekt | Plats      | Läge               | Anläggnings-ID | Bild                                    |
| -------------------------------------------------------- | ----------------------------------- | ------------------ | -------- | ---------- | ------------------ | -------------- | --------------------------------------- |
| Agusastugan (Agusa 1:49)                                 | Torp, dagsverkstorp (1 byggnad)     | 1800-talet         |          | Agusa      | 55.76473, 14.00021 |                | Ladda upp en till bild av denna byggnad |
| Bollerups borg (Bollerups säteri 3:5)                    | Borg, slott (1 byggnad)             | 1300-talet         |          | Bollerup   | 55.49148, 14.04553 |                | Ladda upp en till bild av denna byggnad |
| Bondrumsgården (Bondrum 13:19)                           | Bondgård (4 byggnader)              | 1767               |          | Fågeltofta | 55.65645, 14.03151 |                | Ladda upp en till bild av denna byggnad |
| Glimmebodagården (Bertilstorp 19:2; f.d. Glimmeboda 3:1) | Bondgård (5 byggnader)              | 1700-talet         |          | Brösarp    | 55.74364, 14.08698 |                | Ladda upp en till bild av denna byggnad |
| Södra Björstorps gård (Södra Björstorp 1:1)              | Herrgård, säteri (3 byggnader)      | 1775               |          | Brösarp    | 55.70743, 14.08697 |                | Ladda upp en till bild av denna byggnad |
| Tomelilla byagård (Byagården 1; f.d. stadsäga 503)       | Bondgård (4 byggnader)              | 1800-talets början |          | Tomelilla  | 55.54077, 13.94524 |                | Ladda upp en till bild av denna byggnad |
| Tunbyholms slott (Tunbyholm 1:40)                        | Slott (3 byggnader)                 | 1600-talets början |          | Smedstorp  | 55.59764, 14.12346 |                | Ladda upp en till bild av denna byggnad |
| Övraby väderkvarn (Övraby 7:2)                           | Kvarn, husbehovskvarn (2 byggnader) | 1887               |          | Övraby     | 55.49932, 13.94690 |                | Ladda upp en till bild av denna byggnad |
| Skvaltkvarnen i Sillarödsbäcken (Sillaröd 1:38)          | Kvarn                               | 1832               |          | Andrarum   | 55.70890, 13.91634 |                | Ladda upp en till bild av denna byggnad |

## Trelleborgs kommun
| Namn                                          | Ursprunglig funktion                   | Byggår                 | Arkitekt | Plats      | Läge               | Anläggnings-ID | Bild                                    |
| --------------------------------------------- | -------------------------------------- | ---------------------- | -------- | ---------- | ------------------ | -------------- | --------------------------------------- |
| Jordberga slott (Stora Jordberga 1:6; del av) | Slott (8 byggnader)                    | 1650-talet             |          | Jordberga  | 55.41568, 13.41498 |                | Ladda upp en till bild av denna byggnad |
| Klörups häradshäkte (Klörup 3:3)              | Arrest och häkte (1 byggnad)           | 1809                   |          | Klörup     | 55.45565, 13.17747 |                | Ladda upp en till bild av denna byggnad |
| Skegrie mölla (Skegrie 14:5 och 14:11)        | Kvarn, husbehovskvarn (3 byggnader)    | 1895                   |          | Skegrie    | 55.41074, 13.06058 |                | Ladda upp en till bild av denna byggnad |
| Trelleborgs kassunfyr (Innerstaden 6:1)       | Fyrplats (inga registrerade byggnader) | 1930, 1897 (hamnfyren) |          | Trelleborg | 55.3568, 13.1492   |                | Ladda upp en till bild av denna byggnad |

## Ystads kommun
| Namn                                                      | Ursprunglig funktion                          | Byggår                   | Arkitekt | Plats        | Läge               | Anläggnings-ID | Bild                                    |
| --------------------------------------------------------- | --------------------------------------------- | ------------------------ | -------- | ------------ | ------------------ | -------------- | --------------------------------------- |
| Gamla rådhuset, Ystad (Gamla Staden 2:3)                  | Rådhus (1 byggnad)                            | 1500-talet               |          | Ystad        | 55.42944, 13.81963 |                | Ladda upp en till bild av denna byggnad |
| Apotektshusen, Ystad (Waldemar 6; f.d. Valdemar 4)        | Borgargård, handelsgård (3 byggnader)         | 1500-talet               |          | Ystad        | 55.43006, 13.82018 |                | Ladda upp en till bild av denna byggnad |
| Bjärsjöholms gamla slott (Bergsjöholm 1:1)                | Slott (2 byggnader)                           | 1500-talet               |          | Bjäresjö     | 55.45348, 13.77758 |                | Ladda upp en till bild av denna byggnad |
| Brahehuset( Brigitta 35)                                  | Borgargård (1 byggnad)                        | 1500 (omkring)           |          | Ystad        | 55.43087, 13.81803 |                | Ladda upp en till bild av denna byggnad |
| Gråbrödraklostret (Yngve Norra 6)                         | Kloster (2 byggnader)                         | 1400 (omkring)           |          | Ystad        | 55.43110, 13.81982 |                | Ladda upp en till bild av denna byggnad |
| Hans Raffns gård (Lovisa 18)                              | Borgargård (inga registrerade byggnader)      | 1570                     |          | Ystad        | 55.4306, 13.8176   |                | Ladda upp en till bild av denna byggnad |
| Fängelset Hvita Briggen (Hvita Briggen 1; f.d. Lichton 2) | Kriminalvårdsanstalt (2 byggnader)            | 1878                     |          | Ystad        | 55.42681, 13.80718 |                | Ladda upp en till bild av denna byggnad |
| Latinskolan, Ystad (Disa 4)                               | Skola, läroverk, katedralskola (1 byggnad)    | 1500                     |          | Ystad        | 55.42905, 13.81845 |                | Ladda upp en till bild av denna byggnad |
| Per Hälsas gård (Birger Västra 1)                         | Borgargård, handelsgård (1 byggnad)           | 1700-talet               |          | Ystad        | 55.43039, 13.82724 |                | Ladda upp en till bild av denna byggnad |
| Pilgrändshuset (Lars 8)                                   | Borgargård, handelsgård (2 byggnader)         | 1520-talet               |          | Ystad        | 55.43021, 13.82405 |                | Ladda upp en till bild av denna byggnad |
| Ruuthsbo (Ruuthsbo 2:1)                                   | Herrgård, säteri (3 byggnader)                | 1800-talet               |          | Ruuthsbo     | 55.44570, 13.73408 |                | Ladda upp en till bild av denna byggnad |
| Sandhammarens fyr (Hagestad 3:3, 6:6, 27:6, 31:10)        | Fyrplats (1 byggnad)                          | 1863                     |          | Sandhammaren | 55.38670, 14.19295 |                | Ladda upp en till bild av denna byggnad |
| Svenstorps mölla (Svenstorp 9:1)                          | Kvarn (2 byggnader)                           | 1853                     |          | Svenstorp    | 55.48088, 13.93962 |                | Ladda upp en till bild av denna byggnad |
| Ystads tingshus (Ystad 1)                                 | Tingshus, arrest och häkte, arkiv (1 byggnad) | 1903                     |          | Ystad        | 55.42825, 13.82702 |                | Ladda upp en till bild av denna byggnad |
| Ystads station (Edvinshem 2:61)                           | Järnvägsstation (1 byggnad)                   | 1865                     |          | Ystad        | 55.42709, 13.82501 |                | Ladda upp en till bild av denna byggnad |
| Ystads Teater (Teatern 1)                                 | Teater, operahus (1 byggnad)                  | 1894                     |          | Ystad        | 55.42771, 13.81831 |                | Ladda upp en till bild av denna byggnad |
| Ystads inre (övre) fyr (Edvinshem 2:2)                    | Fyrplats (1 byggnad)                          | 1866                     |          | Ystad        | 55.42701, 13.82566 |                | Ladda upp en till bild av denna byggnad |
| Örumshuset (Örum 19:7)                                    | Backstuga (2 byggnader)                       | 1800-talets första hälft |          | Örum         | 55.45729, 14.09328 |                | Ladda upp en till bild av denna byggnad |

## Ängelholms kommun
| Namn                         | Ursprunglig funktion              | Byggår | Arkitekt | Plats | Läge               | Anläggnings-ID | Bild                                    |
| ---------------------------- | --------------------------------- | ------ | -------- | ----- | ------------------ | -------------- | --------------------------------------- |
| Ausås prästgård (Ausås 15:1) | Boställe, prästgård (3 byggnader) | 1770   |          | Ausås | 56.16626, 12.88523 |                | Ladda upp en till bild av denna byggnad |
| Össjö herrgård (Össjö 31:13) | Herrgård (8 byggnader)            | 1815   |          | Össjö | 56.23234, 13.02556 |                | Ladda upp en till bild av denna byggnad |

## Åstorps kommun
| Namn                             | Ursprunglig funktion  | Byggår           | Arkitekt | Plats    | Läge               | Anläggnings-ID | Bild                                    |
| -------------------------------- | --------------------- | ---------------- | -------- | -------- | ------------------ | -------------- | --------------------------------------- |
| Tommarps kungsgård (Tommarp 1:1) | Kungsgård (1 byggnad) | 1400-talets mitt |          | Kvidinge | 56.14923, 13.06109 |                | Ladda upp en till bild av denna byggnad |

## Örkelljunga kommun
| Namn                                 | Ursprunglig funktion   | Byggår     | Arkitekt | Plats | Läge               | Anläggnings-ID | Bild                                    |
| ------------------------------------ | ---------------------- | ---------- | -------- | ----- | ------------------ | -------------- | --------------------------------------- |
| Ingeborrarpsgården (Ingeborrarp 1:4) | Bondgård (4 byggnader) | 1700-talet |          | Eket  | 56.22475, 13.17671 |                | Ladda upp en till bild av denna byggnad |

## Östra Göinge kommun
| Namn                                   | Ursprunglig funktion   | Byggår     | Arkitekt | Plats     | Läge               | Anläggnings-ID | Bild                                    |
| -------------------------------------- | ---------------------- | ---------- | -------- | --------- | ------------------ | -------------- | --------------------------------------- |
| Ballingstorpsgården (Ballingstorp 1:9) | Bondgård (5 byggnader) | 1700-talet |          | Kviinge   | 56.12868, 14.13115 |                | Ladda upp en till bild av denna byggnad |
| Sporrakulla gård (Sporrakulla 1:1)     | Bondgård (5 byggnader) | 1700-talet |          | Hjärsås   | 56.28786, 14.24179 |                | Ladda upp en till bild av denna byggnad |
| Vanås slott (Vanås 3:12)               | Slott (8 byggnader)    | 1400-talet |          | Knislinge | 56.18676, 14.04639 |                | Ladda upp en till bild av denna byggnad |